# حريق مبنى أوساكا 2021
حريق مبنى أوساكا 2021 في 17 ديسمبر 2021 الساعة 10:20 صباحًا بالتوقيت المحلي اندلع حريق في مبنى مكون من ثمانية طوابق في كيتا في أوساكا اليابان. يشتبه في أن الحريق نتج عن حريق متعمد. وقيل إن 27 شخصًا كانوا في حالة السكتة القلبية الرئوية، وهو مصطلح ياباني استخدم قبل تأكيد الوفاة رسميًا، وأصيب شخص آخر.
اندلع الحريق في الطابق الرابع أو الخامس. تقع عيادة الطب النفسي في الطابق الرابع. الشرطة كانت تحقق في فرضية الحرق العمد. قالت صحيفة يوميوري إن رجلاً عجوزًا أحضر كيسًا به سائل قابل للاشتعال إلى المبنى.
هرع عشرات من رجال الإطفاء إلى المبنى وتم السيطرة على الحريق في ثلاثين دقيقة. قال رجال الإطفاء إن الحريق اجتاح مساحة 20 مترًا مربعًا، وأن سبعين عربة إطفاء وعربة إسعاف هرعت إلى مكان الحادث. اندلع الحريق بعد وقت قصير من افتتاح عيادة الطب النفسي في الساعة 10:00. تلقت الإدارة تقريرًا عن الحريق في الساعة 10:18 وكان الحريق قد تم إخماده تقريبًا بحلول الساعة 10:46. تعالج العيادة مرضى الاكتئاب والذعر، وكذلك الأمراض الجسدية مثل فقر الدم وتوقف التنفس أثناء النوم.

## الضحايا
وتأكد مقتل 24 شخصًا أثناء الحريق فيما أصيب أربعة آخرون. وكان من بين القتلى أربعة عشر رجلاً وعشر نساء. تراوحت أعمارهم بين 20 و60 عامًا. أخبر طبيب يعالج بعض المرضى المراسلين أن العديد من الضحايا ماتوا من التسمم بأول أكسيد الكربون لأن العديد منهم أصيبوا بإصابات خارجية محدودة.

## التحقيق
ذكرت الشرطة أنها تشتبه في أنه كان حريقًا متعمدًا، وتجري مزيدًا من التحقيق في هذا الأمر.
قال رئيس الوزراء فوميو كيشيدا إن «حادثًا مأساويًا للغاية وقع. أولاً يجب علينا بذل جهود لمنع تكراره من خلال استيعاب الوضع الفعلي وتوضيح أسبابه وظروفه». كتب الحاكم هيروفومي يوشيمورا أن «إدارة الإطفاء بالبلدية تحقق في سبب الحريق. لقد تلقيت بلاغًا يفيد بأن شرطة أوساكا تحقق في الحريق باعتباره حريقًا محتملًا».